# Юнгбюон
Юнгбюон (швед. Ljungbyån) — річка на півдні Швеції, у південно-східній частині Йоталанду, у  Смоланді. Довжина річки становить за різними даними приблизно 62 - 70 км,   площа басейну  — близько 757,8 км².   На річці побудовано 3 ГЕС малої потужності. 
Назва річки походить від назви міста Юнгбю, розташованного у нижній частині течії. 